# Iñaki Aizpurúa
José Ignacio Aizpurúa Alzaga, conocido como Iñaki Aizpurúa (Irún, País Vasco, España, 5 de mayo de 1970), es un exfutbolista español que jugaba en la posición de portero. Actualmente forma parte de la secretaría técnica del Levante Unión Deportiva.

## Trayectoria
Aizpurúa empezó en el Landetxa de Irún. Su carrera profesional comenzó con 23 años en las filas del Real Unión de Irún. Tras tres campañas en el equipo vasco, pasó a la UD Salamanca, donde militó 8 temporadas, jugando 167 partidos de liga entre Primera y Segunda División. 
El verano de 2002 ficha por la Real Sociedad para dos temporadas con opción a otra más y es cedido al Burgos CF. No obstante, con el descenso del club burgalés a Segunda B regresa a San Sebastián y se le busca una nueva cesión. Finalmente es cedido al Levante UD, curiosamente el club beneficiado por el descenso administrativo del Burgos. Al verano siguiente, tras una campaña cedido en el Levante, es transferido definitivamente al club granota.
En Valencia será suplente de los porteros Juan Luis Mora, primero, y Pablo Cavallero, más tarde. Finalmente, tras cuatro temporadas en el club granota con escasas apariciones y demostrando una gran profesionalidad, se retira del fútbol activo en enero de 2007, aunque se encontraba sin ficha federativa desde verano de 2006. Inmediatamente se incorpora a la secretaría técnica del club. 

## Clubes
| Club            | País   | Año       |
| --------------- | ------ | --------- |
| CD Landetxa     | España | 1986-1991 |
| Real Unión Club | España | 1991-1994 |
| UD Salamanca    | España | 1994-2002 |
| Real Sociedad   | España | 2002      |
| Burgos CF       | España | 2002      |
| Levante UD      | España | 2002-2006 |